# Dobroteasa
Dobroteasa es una comuna ubicada en el distrito de Olt, Rumania.

## Superficie
Posee una superficie de 36,33 kilómetros cuadrados.

## Demografía
Hasta 2021 la población era de 1502 habitantes, con una densidad de población de 41,34 habitantes por kilómetro cuadrado.